# Mein Mann, der Kommunist

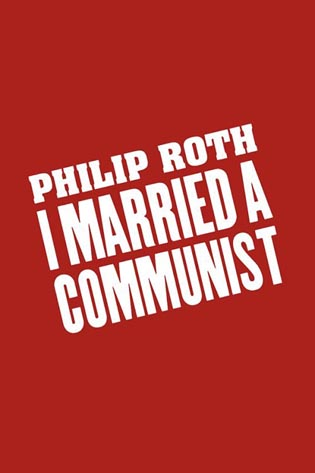
Umschlag der amerikanischen Erstausgabe

Mein Mann, der Kommunist (englisch: I Married a Communist) ist ein Roman des amerikanischen Schriftstellers Philip Roth, der im Jahr 1998 beim Verlag Houghton Mifflin erschien. Es handelt sich um den zweiten Teil der „amerikanischen Trilogie“, die Philip Roth 1997 mit Amerikanisches Idyll (American Pastoral) eröffnete und im Jahr 2000 mit Der menschliche Makel (The Human Stain) beendete. Die deutsche Übersetzung von Werner Schmitz kam beim Carl Hanser Verlag ebenfalls 1998 heraus.

## Inhalt
Der Roman erzählt die Geschichte eines großen Verrats: Ira Ringold, ein aufrechter, hitzköpfiger Arbeiter und dann Medienstar wird von seiner Frau Eve durch das Buch im Buch Mein Mann, der Kommunist des Kommunist verdächtigt und gesellschaftlich vernichtet. in der Paranoia der McCarthy-Ära der 1950er-Jahre wagt fast niemand Solidarität oder Unterstützung.
Den Aufstieg und Fall des Ira Ringold erzählt dessen älterer Bruder, der Lehrer Murray Ringold seinem ehemaligen Schüler Nathan Zuckerman, der die Geschichte wiederum der Leserschaft erzählt.
Ira Ringold schafft es vom jüdischen Außenseiterkind und Gewalttäter im italienisch dominierten Newark über Hilfsarbeiterjobs und das Militär im 2. Weltkrieg zum Bergarbeiter und schließlich zum Radio-Star. Während des Militärdiensts wird er zum überzeugten Kommunisten, er wird zum Sprecher gegen Ungerechtigkeit und Ausbeutung, seine Radiosendung heißt The Free and the Brave, die Freien und die Tapferen. Er heiratet Eve Frame, eine Hollywood-Diva, die eine Tochter, die begabte Harfenistin Sylphid, in die Ehe mitbringt. Das Mädchen beginnt ein hasserfülltes, zerstörerisches Werk und die Eheleute bewegen sich immer schneller in eine selbstzerstörerische Katastrophe: Eve übergibt im Zuge des Ehekonflikts dem republikanischen Politiker Bryden Grant und seiner Frau, der Journalistin Katrina van Tassel Grant, Material. Die Journalistin verfasst damit das Enthüllungsbuch Mein Mann, der Kommunist, in dem Ira mittels haltloser Unterstellung die kommunistische Unterwanderung Amerikas vorgeworfen und der Protagonist der Hexenjagd von Joseph McCarthy ausgeliefert wird. Politische und persönliche Freunde lassen Ira Ringold fallen. Eve glaubt sich selbst und ihrer Tochter durch die Kontakte zu den Grants gesellschaftliche Vorteile zu verschaffen. Iras Rache folgt aber auf den Fuß: Er deckt im antisemitischen Klima der USA der 50er Jahre ihre jüdische Abstammung auf. Gleichzeitig wenden sich die liberalen Kreise wegen ihrer konstruierten Anschuldigungen von ihr ab, und sie endet als einsame Alkoholikerin. Ira erholt sich nicht mehr von der Lebenskatastrophe und stirbt kurze Zeit später, ohne rehabilitiert worden zu sein. Sein Bruder, der erzählende Murray, erfährt hingegen Rehabilitierung: Er war aus dem Schuldienst entlassen worden, weil er damals nicht im Komitee für unamerikanische Umtriebe ausgesagt hatte. Er wird nach einigen Jahren wieder Lehrer und kann die Geschichte Jahre später Nathan Zuckerman berichten.

## Hintergrund

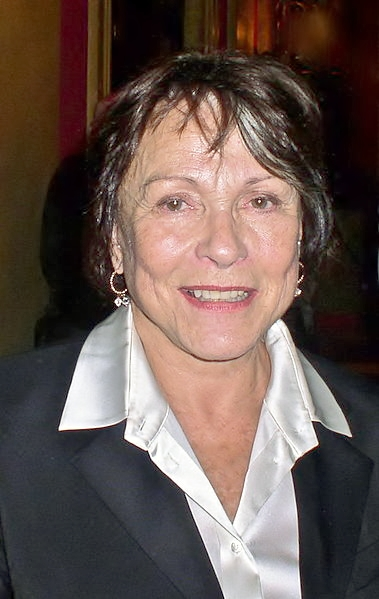
Claire Bloom (2011)

Obwohl Roth 1995 den National Book Award (für Sabbath’s Theater) und 1998 den Pulitzer-Preis (für American Pastoral) gewann, war sein Name in der amerikanischen Öffentlichkeit in diesen Jahren vor allem durch ein anderes Buch präsent: die 1996 erschienenen Memoiren Leaving a Doll’s House seiner Ex-Frau Claire Bloom, in denen sie bitter mit Roth und ihrer zwei Jahre zuvor geschiedenen Ehe abrechnete. Roth sah durch das Buch und die begleitenden Rezensionen in den amerikanischen Feuilletons seinen Ruf so schwer beschädigt wie mehr als ein Vierteljahrhundert zuvor durch den Skandal um Portnoy’s Complaint. Wie damals zog er sich aus der Großstadt New York zurück, um in der Einsamkeit Connecticuts Abstand zu gewinnen. Dort setzte sich allerdings der Schriftsteller in ihm durch, der wie so häufig die eigene Biografie zum Ausgangspunkt einer fiktionalen Geschichte machte.
Als historische Analogie für den „Verrat“ seiner Ex-Frau verfiel er auf die McCarthy-Ära, in der unbewiesene Anschuldigungen das Leben eines Menschen zerstören hatten können und laut Roth mehr Akte persönlichen Verrates verübt worden waren als in jeder anderen Periode der amerikanischen Geschichte. Für den damaligen College-Stunden hatte McCarthys Hexenjagd auf kommunistische Umtriebe den ersten tiefen Einschnitt in seinem Erwachsenenleben markiert, das Ende des goldenen Zeitalters des Heldentums und den Beginn einer dunklen Periode voll Irrationalität, Demagogie und Lügen. So ist auch das zweite Thema des Romans – neben dem öffentlichen und privaten Verrat – das Heranwachsen des Erzählers Nathan Zuckerman. Roths langjähriges Alter Ego begeht seinerseits Verrat an seinem Vater, als er sich verschiedene männliche Figuren als Vaterersatz erwählt: zuerst seinen Lehrer Murray Ringold, der ein Vorbild in Roths erstem Englischlehrer hat, dann dessen Bruder Ira, der nach dem Mann seiner Cousine modelliert ist, einem Ex-GI und Jugendhelden Roths, und schließlich den Collegeprofessor Leo Glucksman, der die Literatur von den Fesseln der politischen Agitation befreit und im jungen Schriftsteller die literarischen Ambitionen erweckt, die den Hintergrund der Zuckerman-Trilogie (The Ghost Writer, Zuckerman Unbound und The Anatomy Lesson) bilden. Ein drittes Thema des Romans ist schließlich das Verstummen des alternden, in mehrerlei Hinsicht impotenten Zuckerman, der nicht länger seine eigene Geschichte schreibt, sondern nur noch die Erzählungen Dritter aufnimmt.
Der Titel des Romans I Married a Communist, der auch der Titel von Eve Frames Enthüllungsbuch ist, entstammt dem alarmistischen Alternativtitel des antikommunistischen Propagandafilms The Woman on Pier 13 von Robert Stevenson aus dem Jahr 1949. Roth selbst bezeichnete den Roman als eines seiner liebsten Bücher, was er vor allem an der Figur des Ira Ringold festmachte, einem ungenierten, explosiven Hitzkopf, und der Freiheit, die es ihm verschaffte, über einen solchen Charakter zu schreiben. In den Besprechungen des Buches vermisste Roth jedoch häufig die von ihm intendierte motivische Vielfalt und literarische Ernsthaftigkeit. Vielmehr wurde es als Schlüsselroman und kaum verhüllte literarische Rache gelesen. Beispielhaft verglich Linda Grant: „Frame ist eine jüdische Schauspielerin, ebenso Bloom. Frames zweiter Mann ist ein Banker, ebenso Blooms. Eve Frame hat eine Tochter, die Harfe spielt, Blooms Tochter ist Opernsängerin. Ira will die Tochter hinauswerfen, dasselbe tat Roth. Ira hat eine Affäre mit der besten Freundin der Tochter; Bloom behauptet Anmachen von Roth gegenüber der besten Freundin ihrer Tochter.“

## Rezeption
Die Literaturkritik besprach in Zusammenhang mit Mein Mann, der Kommunist vor allem den Weg Philip Roths zum politischen Autor. Die Hysterie der McCarthy-Ära, der amerikanische Antisemitismus und das Heraufbeschwören einer mächtigen Arbeiterbewegung in den USA beschäftigte die Rezensenten.
Eine Kontroverse entspann sich zum Thema des Buchs im Buch: Während ein Teil der Kritik Mein Mann, der Kommunist als Rache-Roman klassifizierte, interessierten sich andere Rezensionen für die literarische Technik der Spiegelung, das Buch im Buch als Mise en abyme und die damit verbundene Reflexion Philip Roths über sein eigenes Schreiben.
Laut Mark Shechner ist Mein Mann, der Kommunist zwar nicht Roths lesenswertestes Buch, aber es stecke voller zitierfähiger Epigramme über Lüge, Betrug, Rache, Schuldzuweisung, Macht, Täuschung, alltägliches Theater, Sprache und Rede.

## Ausgaben
- Philip Roth: I Married a Communist. Houghton Mifflin, New York 1998, ISBN 0-375-70721-2.
- Philip Roth: Mein Mann, der Kommunist. Hanser, München 1999, ISBN 978-3-446-19785-5.
- Philip Roth: Mein Mann, der Kommunist (Die amerikanische Trilogie, Band 2). Rowohlt Taschenbuch Verlag, Reinbek bei Hamburg 2001, ISBN 978-3-499-22824-7.